# Ambassade du Maroc en Norvège
L'ambassade du Maroc en Norvège est la représentation diplomatique du royaume du Maroc en Norvège. Elle est située au Holtegata n°28 0355 à Oslo, la capitale du pays. Depuis le 6 juillet 2020, son ambassadeur est Nabila Freidji.

## Liste des ambassadeurs
| Ambassadeur          | Date de début de mission | Date de fin de mission | Roi du Maroc          | Roi de Norvège |
| -------------------- | ------------------------ | ---------------------- | --------------------- | -------------- |
|                      |                          |                        | Hassan II             | Harald V       |
| Abderrazzak Doghmi   | 7 mai 1992               |                        | Hassan II             | Harald V       |
| Ali Achour           | 5 novembre 1996          | 2001                   | Hassan II/Mohammed VI | Harald V       |
| Abdelouhhab Bellouki | 5 janvier 2001           | 2003                   | Mohammed VI           | Harald V       |
|                      | 2001                     | 2008                   | Mohammed VI           | Harald V       |
| Saadia El Alaoui     | 6 décembre 2011          | 2016                   | Mohammed VI           | Harald V       |
| Lamia Radi           | 13 octobre 2016          |                        | Mohammed VI           | Harald V       |
| Nabila Freidji       | 6 juillet 2020           |                        | Mohammed VI           | Harald V       |